# Капроновые сети
«Капроновые сети» — советский детский приключенческий фильм режиссёров Геннадия Полоки и Левана Шенгелия, снятый на киностудии «Мосфильм» в 1962 году. Фильм вышел в широкий прокат в 1963 году.

## Сюжет
Школьные друзья Сева и Борис во время каникул помогают разносить почту. От работников заповедника они узнают, что кто-то ставит сети и отлавливает осетров, выращенных на рыборазводной станции.
Отец Бориса, майор милиции, подозревает в браконьерстве водителя грузовика Степана Жуйкова. Ребята дружат со Степаном и не хотят поверить в его вину. На медвежьей протоке они обнаружили заброшенную избушку и спрятанные рыболовные снасти. После нескольких ночей наблюдения ребята с удивлением опознают в затаившемся браконьере своего знакомого.
Пользуясь своим влиянием, Степану удаётся на какое-то время добиться молчания мальчиков. Друзья не говорят о случившемся в милиции, а пробуют самостоятельно заставить преступника прекратить лов и с этой целью портят ему лодку и рвут новые капроновые сети.

## В ролях
- Лёня Харонский — Севка
- Коля Ашихмин — Борис
- Павел Луспекаев — Степан Жуйков, шофёр грузовика (озвучивает Леонид Галлис)
- Николай Крючков — Иван Захарович, отец Бориса
- Леонид Харитонов — Валентин, капитан речного буксира «Лебедь»
- Алевтина Румянцева — Полина Ивановна, мать Севки
- Анатолий Соловьёв — отец Севки

В эпизодах:
- Эммануил Геллер — пастух
- Владимир Гуляев — инспектор рыбнадзора
- Виктор Колпаков — рулевой матрос
- Марина Кузнецова — дочь начальника стройки

## Съёмочная группа
- Авторы сценария: Юрий Томин, Сергей Ермолинский
- Режиссёры-постановщики: Геннадий Полока, Леван Шенгелия
- Оператор-постановщик: Константин Петриченко
- Композитор: Геннадий Савельев